# Gregori II de Nàpols
Gregori II de Nàpols (grec medieval: Γρηγόριος της Νεάπολις, Grigórios tis Neàpolis) fou un aristòcrata romà d'Orient que fou duc de Nàpols des del 766 fins al 794.
Era el fill gran del seu predecessor, Esteve II, al qual succeí el 766 quan el seu pare abdicà per fer-se bisbe. No se sap gaire cosa sobre el seu mandat. Morí el 794 i fou succeït per un dels seus cunyats, Teofilacte II.